# 339 هـ
339 هـ هي سنة في التقويم الهجري امتدت مقابلةً في التقويم الميلادي بين سنتي 950 و951.

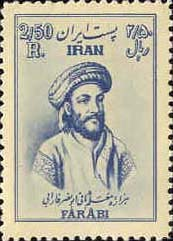
أبو نصر محمد الفارابي

## وفيات
- محمد بن عمرو البختري الرزاز
- أبو منصور محمد القاهر بالله
- أبو نصر محمد الفارابي